# Protentelloides
Protentelloides es un género de foraminífero planctónico de la familia Catapsydracidae, de la superfamilia Globorotalioidea, del suborden Globigerinina y del orden Globigerinida. Su especie tipo es Protentelloides dalhousiei.
Su rango cronoestratigráfico abarcaba el Chattiense (Oligoceno superior).

## Descripción
Protentelloides incluía especies planctónicos con conchas trocoespiraladas, de trocospira baja con tendencia a hacerse planiespiralada, y de forma discoidal-globular; sus cámaras eran inicialmente subglobulares comprimidas, después ovaladas ligeramente alargadas radialmente, y generalmente con una última cámara ampulada de morfología muy variable; sus suturas intercamerales eran inicialmente rectas e incididas, y finalmente curvadas y limbadas; su contorno ecuatorial era fuertemente lobulado; su periferia era redondeada; su ombligo era estrecho y frecuentemente tapado por la última cámara ampulada (pseudobulla); su abertura principal era interiomarginal, umbilical-extraumbilical con tendencia a hacerse ecuatorial, de forma muy variable dependiendo de la morfología de la última cámara ampulada, pero generalmente de arco alto muy alargado y protegida por un grueso labio, y frecuentemente por un diente dendrítico que dividía la abertura en una o varias aberturas secundarias; presentaban pared calcítica hialina, perforada con poros en copa y superficie reticulada, con crestas interporales hexagonales.

## Discusión
Clasificaciones posteriores han incluido Protentelloides en la familia Globorotaliidae.

## Paleoecología
Protentelloides, como Protentella, incluía especies con un modo de vida planctónico, de distribución latitudinal tropical-subtropical, y habitantes pelágicos de aguas profundas (medio mesopelágico inferior a batipelágico superior).

## Clasificación
Protentelloides incluye a las siguientes especies:
- Protentelloides dalhousiei †
- Protentelloides primitiva †